# Johann Gottlob Stoltze
Johann Gottlob Stoltze (* 23. Juni 1668 in Pirna, Kurfürstentum Sachsen; †  5. Februar 1746 in Lübben, Kurfürstentum Sachsen) war ein deutscher lutherischer Geistlicher und von 1716 bis 1746 Generalsuperintendent der Niederlausitz.

## Leben
Der Vater Johann Siegmund Stoltz war Konrektor der Stadtschule in Pirna, der Bruder Johann Siegmund Stoltze wurde Pfarrer. Johann Gottlob Stoltze besuchte seit 1683 die Fürstenschule in Meißen. Seit 1685 studierte er in Leipzig und seit 1688 in Wittenberg, wo er im selben Jahr den Grad eines Magisters erwarb. 1694 war Stoltze Adjunkt der philosophischen Fakultät der Universität und Lizentiat der Theologie.
In  diesem Jahr wurde Stoltze Superintendent in Waldenburg bei Zwickau. 1700 promovierte er in Wittenberg zum Doktor der Theologie. 1712 wurde er Oberpfarrer in Luckau und 1716 Generalsuperintendent der Niederlausitz und Oberpfarrer in Lübben, was er bis zu seinem Lebensende blieb.
Johann Gottlob Stoltze verfasste einige theologische Schriften.